# Liste de films français sortis en 2002
Listes de films français
- 1998
- 1999
- 2000
- 2001
- 2002
- 2003
- 2004
- 2005
- 2006

Liste non exhaustive de films français sortis en 2002.

## 2002
| Titre                                 | Réalisateur                           | Acteurs | Genre                          |
| ------------------------------------- | ------------------------------------- | --- | ------------------------------ |
| 17 fois Cécile Cassard                | Christophe Honoré                     | Béatrice Dalle, Romain Duris, Jeanne Balibar                                                                                               | Comédie dramatique             |
| À la folie... pas du tout             | Lætitia Colombani                     | Audrey Tautou, Samuel Le Bihan, Isabelle Carré                                                                                             | Thriller romantique            |
| Adolphe                               | Benoît Jacquot                        | Isabelle Adjani, Stanislas Merhar, Jean Yanne                                                                                              | Drame                          |
| L'Adversaire                          | Nicole Garcia                         | Daniel Auteuil, Géraldine Pailhas, François Cluzet, Emmanuelle Devos                                                                       | Drame                          |
| Ah ! si j'étais riche                 | Michel Munz                           | Jean-Pierre Darroussin, Valeria Bruni-Tedeschi, Richard Berry                                                                              | Comédie                        |
| Les Araignées de la nuit              | Jean-Pierre Mocky                     | Jean-Pierre Mocky, André Ruellan | Comédie, policier              |
| Astérix et Obélix : Mission Cléopâtre | Alain Chabat                          | Christian Clavier, Gérard Depardieu, Jamel Debbouze, Monica Bellucci, Alain Chabat                                                         | Comédie                        |
| Au plus près du paradis               | Tonie Marshall                        | Catherine Deneuve, William Hurt, Bernard Le Coq                                                                                            | Romance                        |
| L'Auberge espagnole                   | Cédric Klapisch                       | Romain Duris, Cécile de France | Comédie                        |
| Embrassez qui vous voudrez            | Michel Blanc                          | Charlotte Rampling, Jacques Dutronc, Carole Bouquet, Michel Blanc                                                                          | Comédie dramatique Film choral |
| L'Homme du train                      | Patrice Leconte                       | Jean Rochefort, Johnny Hallyday, Jean-François Stévenin                                                                                    | Drame                          |
| Huit femmes                           | François Ozon                         | Danielle Darrieux, Catherine Deneuve, Isabelle Huppert, Emmanuelle Béart Fanny Ardant, Virginie Ledoyen, Ludivine Sagnier, Firmine Richard | Comédie dramatique musicale    |
| Le Boulet                             | Alain Berbérian et Frédéric Forestier | Gérard Lanvin, Benoît Poelvoorde, José Garcia                                                                                              | Comédie                        |
| Laissez-passer                        | Bertrand Tavernier                    | Jacques Gamblin, Denis Podalydès | Film historique                |
| Ma femme s'appelle Maurice            | Jean-Marie Poiré                      | Alice Evans, Régis Laspalès, Philippe Chevallier                                                                                           | Comédie                        |
| Marie-Jo et ses deux amours           | Robert Guédiguian                     | Ariane Ascaride, Jean-Pierre Darroussin, Gérard Meylan                                                                                     | Drame                          |
| Mon idole                             | Guillaume Canet                       | François Berléand, Guillaume Canet, Diane Kruger                                                                                           | Comédie dramatique             |
| La Petite Lili                        | Claude Miller                         | Nicole Garcia, Jean-Pierre Marielle, Bernard Giraudeau, Ludivine Sagnier                                                                   | Drame sentimental              |
| Le Pianiste                           | Roman Polanski                        | Adrien Brody, Thomas Kretschmann | Drame, Histoire                |
| La Pianiste                           | Michael Haneke                        | Isabelle Huppert, Benoît Magimel, Annie Girardot                                                                                           | Drame                          |
| Rue des plaisirs                      | Patrice Leconte                       | Patrick Timsit, Laetitia Casta, Vincent Elbaz                                                                                              |                                |
| Sex Is Comedy                         | Catherine Breillat                    | Anne Parillaud, Grégoire Colin, Roxane Mesquida                                                                                            | Drame                          |
| Sucre amer                            | Christian Lara                        | Jean-Michel Martial, Marie Verdi, Robert Liensol                                                                                           | Drame/ Historique              |
| Un monde presque paisible             | Michel Deville                        | Zabou Breitman, Vincent Elbaz |                                |
| Une femme de ménage                   | Claude Berri                          | Jean-Pierre Bacri, Émilie Dequenne | Comédie dramatique             |